# Andrés Torres Queiruga
Andrés Torres Queiruga (Aguiño, 28 maggio 1940) è un teologo spagnolo, di lingua galiziana.
Ha compiuto i suoi studi nel Seminario di Santiago di Compostela, poi presso l'Università Pontificia Comillas e, dopo l'ordinazione presbiterale, ha trascorso vari anni tra Roma e la Germania preparando la sua tesi dottorale sul teologo compostellano Amor Ruibal. Dopo aver insegnato teologia fondamentale all'Istituto Teologico Compostellano, ora è professore ordinario di filosofia della religione presso l'Università di Santiago di Compostela.
Torres Queiruga è uno dei fondatori di Encrucillada, Revista Galega de Pensamento Cristián, una pubblicazione creata nel 1977 che rivendica l'uso della lingua galiziana nella Chiesa. Nello stesso tempo ha coordinato l'équipe di specialisti che ha partecipato alla traduzione della Bibbia in galiziano e ha pubblicato diversi saggi ed articoli, tra cui si distinguono Recupera-la salvación (1977), opera che ha ricevuto il Premio da Crítica nel 1978, Nova aproximación a unha filosofía da saudade (1981), testo del suo discorso di ingresso nella Real Academia Galega, O inferno a revisión (1995) e Repensar a resurrección, (2003).
Da diversi anni è membro del comitato scientifico della prestigiosa rivista teologica internazionale Concilium.

## Pensiero
Riprende da Kant l'idea della mediazione immaginativa della fede: la fede immagina e idealizza contenuti che non sono storicamente avvenuti.
In La risurrezione senza miracolo, con Rudolf Bultmann e Hegel delle Lezioni sulla filosofia della religione, nega che la Risurrezione di Gesù sia un miracolo e un fatto storicamente avvenuto:
(Copertina dell'edizione italiana.)

## Opere
In Italia, le opere di Andrés Torres Queiruga tradotte e pubblicate sono:
- La rivelazione di Dio nella realizzazione dell'uomo (Roma 1991);
- Credo in Dio Padre (Casale Monferrato (AL) 1994);
- Peccato e perdono. Perché è urgente e necessario un cambiamento nella Confessione (Vicenza-Barzago 2001);
- L'inferno. Cosa intendiamo con questa parola? (Vicenza-Barzago 2002);
- Un Dio per oggi. Un nuovo modo per accostarsi all'ineffabile (ISG 2003)
- La Chiesa oltre la democrazia (Molfetta (BA) 2004);
- La resurrezione senza miracolo (Molfetta (BA) 2006);
- Ripensare la risurrezione (Bologna 2007);
- Dialogo delle religioni e autocomprensione cristiana (Bologna 2007).
- Quale futuro per la fede (Torino 2013 or 2000)
- L'esperienza umana e l'enigma del male (L'altrapagina 2013)
- Io credo in un Dio fatto così (Bologna 2017)
- La semina del profeta. Papa Francesco e la Chiesa del futuro (Bologna 2019)
- La preghiera ai tempi del coronavirus. Ripensare la teodicea (Pazzini 2021)